# 以朵街道
以朵街道是中华人民共和国贵州省六盤水市水城区下辖的一个街道办事处。

## 行政区划
以朵街道下辖以下村级行政区划单位：
以朵社区、住武社区、滴水岩村。